# Jaime Ignacio del Burgo
Jaime Ignacio del Burgo Tajadura (Pamplona, Navarra 31 de julio de 1942) es un político, jurista y escritor español. Fue el primer presidente democrático de la Diputación Foral de Navarra, además de senador y diputado en Cortes por Navarra durante veintiocho años.

## Trayectoria vital

### Familia y formación académica
Hijo del historiador y político carlista Jaime del Burgo Torres (Pamplona, 1912) y Mercedes Tajadura Goñi (Pamplona, 1911). El matrimonio tuvo tres hijos: Jaime Ignacio, Mercedes y María Antonia.
Comenzó sus estudios elementales en los Jesuitas de Pamplona. Realizó los tres primeros cursos de Derecho en el Estudio General de Navarra,  antecedente de la Universidad de Navarra. En cuatro curso trasladó su expendiente a la Universidad de Deusto, donde se licencenció en Derecho, y Economía. Posteriormente realizó el doctorado en Derecho en la Universidad de Navarra, con la tesis Orígenes y Fundamento del Régimen Foral de Navarra (1968). Es abogado en ejercicio y fue profesor de derecho foral público de la Universidad de Navarra.

### Actividad profesional
Comenzó su actividad profesional en 1966, como secretario general de Automóviles de Turismo Hispano Ingleses, S. A. (AUTHI), donde permaneció cuatro años. Desde 1970 ocupó diversos cargos, primero en la administración foral y después en la política. Concretamente, durante el periodo 1970-1973 fue secretario técnico de Hacienda de Navarra, y posteriormente Director de Coordinación, Planificación y Desarrollo de la Diputación Foral de Navarra (1973-1976).

### Carrera política

#### Socialdemócratas de Navarra y UCD
Es uno de los fundadores del Partido Social Demócrata Foral de Navarra, primero y del Partido Social Demócrata después (1976). El  Partido Social Demócrata Foral de Navarra se integró en Unión de Centro Democrático (UCD) (1977). Jaime Ignacio del Burgo fue elegido senador por Navarra en las Cortes constituyentes (1977-1978), y elegido secretario segundo del Senado.
En 1979 fue nuevamente elegido senador por Navarra en la I Legislatura (1979-1982). En 1979 fue Diputado Foral por la Ciudad de Pamplona (1979-1984), presidente de la Diputación Foral (1979-1980) y presidente de la UCD de Navarra.

## El caso FASA
La carrera política de Del Burgo atravesó su mayor contratiempo entre 1980 y 1984, al ser acusado de estar envuelto en el denominado caso Fasa y ser destituido como Presidente de la Diputación Foral (de la que era presidente desde 1979) el 28 de abril de 1980. 
Siendo presidente de la Diputación, esta concedió en junio de 1979 un anticipo de 81 millones de pesetas (499.000 €) a la empresa FASA (Fundiciones Alsasua, S.A.), de la que Del Burgo era accionista, así como antiguo consejero-secretario del Consejo, que sería devuelto una vez que la Caja de Ahorros de Navarra, dependiente de la propia Diputación, formalizase unos créditos que la Caja estaba dispuesta a conceder a la empresa. La empresa se encontraba en una delicada situación económica. Una semana después la Caja de Ahorros de Navarra concedió a FASA un crédito hipotecario de 81 millones. FASA destinó dicha cantidad a saldar con la Caja sus créditos vencidos, por un total de 62 millones. Los restantes 19 millones los destinó al pago de las nóminas atrasadas de los trabajadores. Sin embargo, en septiembre la empresa se declaró en suspensión de pagos, sin que se hubiese formalizado el crédito, por lo que el anticipo nunca se recuperó.
Uno de los créditos cancelados, por 40 millones de pesetas, había sido avalado por los miembros del Consejo de Administración de FASA en 1978, entre ellos Del Burgo. Los consejeros habían suscrito un acuerdo por el que cada uno respondería, en caso de ejecución, en proporción a su capital social. En 1976, antes de ser elegido presidente de la Diputación, Del Burgo recibió en contraprestación a sus trabajos profesionales acciones por un total de 500.000 pesetas (el 0,3 por ciento del capital social) y había sido nombrado consejero-secretario del Consejo de Administración por su condición de asesor jurídico de la sociedad. Del Burgo dimitió de sus cargos en la sociedad al ser elegido presidente. Del Burgo alegó ante la Comisión de Investigación que en el momento de concertar dicho crédito la responsabilidad real de Del Burgo era de 120.000 pesetas (700 euros), que quedó reducida a cero al ceder sus acciones, a un precio simbólico, al consejero delegado Ignacio Irazoqui en mayo de 1979 (la transmisión no fue formalizada hasta julio). Del Burgo se había ausentado del salón de sesiones el día en el que se tomó la decisión de conceder el anticipo.
El 14 de abril de 1980, el Parlamento Foral de Navarra acordó, con los votos del Partido Socialista de Navarra (PSOE), HB, PNV, y varios parlamentarios de su propio partido, que vulneraron la disciplina de voto acordada por el Grupo Parlamentario de UCD (cuyos órganos de gobierno –el comité ejecutivo, el consejo político y la asamblea general respaldaron a Del Burgo por amplísima mayoría),[cita requerida] exigir su dimisión como diputado y presidente de la Diputación pero Del Burgo no dimitió, por lo que el 28 de abril la Diputación acordó su destitución que se hizo inmediatamente efectiva. El 28 de noviembre de 1980, la propia Diputación tomó la decisión de llevar ante los tribunales a Del Burgo, acusándole de malversación de fondos públicos. Sin embargo, la Fiscalía General del Estado, previo informe unánime de la Junta de Fiscales, desestimó la denuncia.[cita requerida]
Del Burgo recurrió tanto el acuerdo del Parlamento Foral como el acto administrativo de su destitución. La Sala de lo Contencioso de la Audiencia Territorial de Pamplona, dictó dos sentencias el 26 de junio de 1981. En la primera declaró nulo el acuerdo del Parlamento pero en la segunda confirmó la decisión de la Diputación. Del Burgo recurrió ante el Tribunal Supremo contra esta segunda sentencia.
La Sala tercera del Tribunal Supremo en sentencia dictada en octubre de 1983 anuló el acuerdo de la Diputación que destituía a su presidente, y en enero de 1984 la Sala de lo Contencioso-administrativo de la Audiencia Territorial ordenó la reposición de Del Burgo como presidente del Gobierno de esta comunidad, por lo que volvió a ocupar el cargo brevemente en 1984. 
Del Burgo nunca fue procesado penalmente y solo se iniciaron acciones penales por estafa contra Ignacio Irazoqui, consejero delegado de la empresa FASA que finalmente fue absuelto, sin que por parte de la Diputación se interpusiera recurso, acudiendo a la vía civil. El Juzgado de primera instancia número 1 de Pamplona dictó sentencia a finales de 1984 desestimando la demanda de la Diputación contra los antiguos consejeros de FASA, entre ellos Del Burgo. En uno de sus fundamentos jurídicos se dice que la responsabilidad del perjuicio sufrido por la Diputación fue la falta de previsión de los diputados que adoptaron el acuerdo de concesión del anticipo sin haber exigido la prestación de las garantías que hubieran permitido la devolución del mismo.[cita requerida]
Durante sus años que duró su destitución, había sido reelegido presidente de la UCD en Navarra en agosto de 1981 y dimitido del cargo en diciembre de 1982 para ingresar en el Partido Demócrata Popular (PDP), lo que se materializó en enero de 1983.

#### Partido Demócrata Popular (PDP) - Unión Demócrata Foral (UDF) - Partido Popular (PP)
En 1981 fue reelegido presidente de la UCD. Al año siguiente ingresó en el Partido Demócrata Popular (PDP).
En 1983 fue reelegido Parlamentario Foral de Navarra, siendo vicepresidente 1º del Parlamento de Navarra (1983-1984). Ese año volvió a dirigir la Diputación Foral de Navarra, como presidente. En 1984 el Tribunal Supremo declaró nula su destitución, siendo restituido en la presidencia de la Diputación.
En 1985 fue elegido portavoz de la Agrupación Parlamentaria Popular en el Parlamento de Navarra. Al año siguiente regresa al Senado, en esta ocasión con el PDP por Navarra (III Legislatura, 1986-1989). En 1987 encabezó la candidatura de la coalición Unión Demócrata Foral (UDF) al Parlamento de Navarra, obteniendo un escaño.
En 1989, tras la integración del PDP en el Partido Popular (PP), y la refundación del partido, fue elegido presidente del PP de Navarra, obteniendo un escaño en el Congreso por Navarra dentro de la coalición integrada por el PP y Unión del Pueblo Navarro (UPN). Desde su participación en la política activa ha defendido siempre el centrismo reformista.
En 1993 fue elegido miembro del comité ejecutivo nacional del partido popular por José María Aznar, dentro de los cinco puestos de libre designación. Ese mismo año fue reelegido diputado por Navarra y miembro de la Comisión de estudio e investigación sobre la financiación de los partidos políticos (1994).
En 1996 renuevó su acta de diputado por Navarra y fue elegido portavoz adjunto del Grupo Popular en el Congreso.
Fue Presidente de la Comisión Constitucional del Congreso de los Diputados (2002-2004), y representante de Unión del Pueblo Navarro en el Comité Nacional del Partido Popular desde 1991.
En octubre de 2008, abandonó UPN para refundar el Partido Popular de Navarra tras la ruptura del pacto UPN-PP.

#### Comisión de investigación del 11M
Fue portavoz en la Comisión de investigación del 11 M del Congreso de los Diputados del Grupo Popular del Congreso en la que cuestionó las investigaciones efectuadas y que se encuadraban en las Teorías de la conspiración del 11M realizadas por varios medios periodísticos (fundamentalemte por el diario El Mundo y la cadena de radio COPE).
Tras la sentencia del juicio del 11 M emitida el 31 de octubre de 2007, en que se excluía cualquier participación de ETA u otras conspiraciones internas, en los Atentados del 11 de marzo de 2004, el Sindicato Unificado de Policía (SUP), anunció la presentación de una querella contra Del Burgo y otros políticos del Partido Popular, que finalmente no llegó a presentar.

## Ideología
Del Burgo, líder durante la transición de la Unión de Centro Democrático en Navarra, fue uno de los principales artífices de la existencia de dos vías para acceder a la autonomía: una para Navarra y otra para las Vascongadas (posteriormente, País Vasco). Así, propugnó que les correspondía sólo a los navarros decidir si se incorporaban al País Vasco o no:

"Sólo el pueblo navarro tiene derecho a decidir si acepta o no la existencia de un poder político supranavarro" ("Punto y Hora de Euskal Herria", nº 11 de 15 de septiembre de 1976)

Desde entonces, sus planteamientos se han mantenido básicamente en posturas similares, acentuándose su rechazo hacia cualquier fórmula de integración en la comunidad autónoma del País Vasco.

## Vida personal
En 1968 se casó con Blanca Azpiroz Martínez (Pamplona, 1945). El matrimonio tuvo seis hijos: Blanca, Jaime, Ignacio, Paula, Arturo y Myriam.

## Asociaciones a las que pertenece
- Académico correspondiente de la Real Academia de Ciencias Morales y Políticas.
- Académico correspondiente de la Real Academia de Jurisprudencia y Legislación.
- Académico correspondiente de la Real Academia de la Historia desde 2005.
- Miembro del Consejo de Estudios de Derecho Navarro
- Miembro de la Orden del Mérito Constitucional.

## Premios
- Cruz de Honor de la Orden de San Raimundo de Peñafort.

## Publicaciones
Es autor de numerosos artículos en revistas, folletos y trabajos monográficos así como conferenciante habitual. Ha publicado los siguientes libros:
- El Pacto Foral de Navarra. (Pamplona, 1966).
- Ciento veinticinco años de vigencia del Pacto-ley de 16 de agosto de 1841. (Pamplona, 1966).
- Origen y fundamento del régimen foral de Navarra. (Editorial Aranzadi. Pamplona, 1967).
- Posibilidades del Derecho positivo vigente para la descentralización. (Pamplona, 1968).
- Régimen fiscal de Navarra. Los Convenios Económicos. (Editorial Aranzadi, Pamplona, 1973).
- El Fuero: pasado, presente, futuro. (Pamplona, 1974).
- Los Fueros del futuro. Ideas para la reforma foral. (Pamplona, 1976).
- Navarra es Navarra. (Pamplona, 1979).
- Navarra en la encrucijada. (Pamplona, 1980).
- Fueros, Democracia, España. (Pamplona, 1985).
- Introducción al estudio del Amejoramiento del Fuero. Los derechos históricos de Navarra. Prólogo de Eduardo García de Enterría. (Pamplona, 1987).
- El Convenio Económico de 1990 entre el Estado y Navarra. (Pamplona, 1991).
- Soñando con la paz. Nacionalismo vasco y violencia terrorista. Prólogo de José María Aznar. (Temas de Hoy. Madrid, 1994).
- Curso de Derecho Foral Público de Navarra. (Editorial Aranzadi, Pamplona, 1996).
- Navarra es libertad. Vol. I, Artículos; Vol. II, Discursos y conferencias. (Fundación Humanismo y Democracia, Madrid, 1999).
- El ocaso de los falsarios. (Editorial Laocoonte, Madrid, 2000).
- El desafío nacionalista (Fundación para el Análisis y los Estudio Sociales. Madrid, 2002).
- Jaque a la Constitución. De la propuesta soberanista de CIU al federalismo asimétrico de Maragall. (Ediciones Académicas S.A., Madrid, 2003).
- Por la senda de la Constitución. (Ediciones Académicas S.A., Madrid, 2004).
- José Alonso y la Ley Paccionada de 1841. Homenaje al ministro José Alonso. Presentación de Rafael Catalá Polo. (Ministerio de Justicia, Imprenta del Boletín Oficial del Estado, Madrid, 2004).
- La reforma de la Constitución. ¿Imparable o irresponsable? – La disposición transitoria cuarta y Navarra. ¿Caballo de Troya o garantía? (Ediciones Académicas, Madrid, 2004).
- 11-M. Demasiadas preguntas sin respuesta. (Editorial La Esfera de los Libros, Madrid, 2006)
- Navarra, el precio de la traición. (Editorial Encuentro. Madrid. 2007).
- Vascos y navarros en la historia de España. Obra colectiva coordinada por Jaime Ignacio del Burgo. (Editorial Laocoonte, Pamplona, 2007)
- La España de la guerra civil. Introducción histórica. En el libro de Félix B. Maíz: Mola frente a Franco. (Editorial Laocoonte. Pamplona, 2008).
- Navarra: pasado, presente, futuro. (Editorial Laocoonte, Pamplona, 2008)
- El escándalo del lino. Historia de una infamia. (Editorial Laocoonte. Pamplona, 2009)
- Cánovas y los Conciertos Económicos. Muerte y resurrección de los Fueros vascos. Editorial Laocoonte, Pamplona, 2010.)
- Historia de Navarra. Desde la prehistoria hasta la incorporación a la monarquía española. Obra conjunta con Jaime del Burgo. (Ediciones Académicas, S.A., Pamplona, 2012.)
- Cuando Navarra recuperó el pulso. 1512-1515-1516. (Ediciones Académicas S.A., Pamplona, 2012.
- 11-M. El atentado que cambió la historia de España. (La Esfera de los Libros, Madrid, 2014.)
- Una alternativa para la autonomía de Cataluña. (Ediciones Académicas S.A, Madrid, 2014).
- La epopeya de la foralidad vasca y navarra. El fin de la cuestión foral. Primer volumen 1812-1975. Segundo volumen 1978-1979-1982. Fundación Popular de Estudios Vascos, Bilbao, 2015.
- Navarra, pasado, presente, futuro. Reseña del acto de presentación del libro del mismo título que tuvo lugar en Madrid el 4 de diciembre de 2008 con la participación de Soraya Sáenz de Santamaría, Alberto Ruiz Gallardón, Mariano Rajoy y Jaime Ignacio del Burgo. Ediciones Académicas S.A., Madrid, 2017.
- En torno a la historia de España. Libro digital. Ediasa, 2017.
- Navarra en la historia. Mitos y falsedades aberzales. (Editorial Almazara, Madrid, 2017).
- Navarra en la historia. Acto de presentación en Madrid, 14 de marzo de 2018.  Nuevo Estatus Político Vasco del PNV. Navarra y el Nuevo Estatus Político Vasco del PNV. Conferencia en Pamplona, 6 de marzo de 2018. (Ediciones Académicas, Madrid, 2018).
- Antecedentes del Autogobierno Vasco. Proposición de Ley de reforma del Estatuto de Autonomía de 19790. Aportación histórica para el desarrollo de la Base I, Preámbulo. (Fundación Popular de Estudios Vascos, Bilbao, 2018).
- La guerra política de Navarra. Cuarenta años en lucha por la libertad. (Fundación Popular de Estudios Vascos, Bilbao, 2019).

- Asalto a la Democracia. La gran mentira que quiere acabar con la constitución y las libertades. La Esfera de los Libros, SL, 2022. ISBN 978-84-1384-292-9